# Frencq
Frencq és un municipi francès situat al departament del Pas de Calais i a la regió dels Alts de França. L'any 2007 tenia 765 habitants.

## Demografia

### Població
El 2007 la població de fet de Frencq era de 765 persones. Hi havia 282 famílies de les quals 56 eren unipersonals (20 homes vivint sols i 36 dones vivint soles), 107 parelles sense fills, 111 parelles amb fills i 8 famílies monoparentals amb fills.
La població ha evolucionat segons el següent gràfic:
Habitants censats

### Habitatges
El 2007 hi havia 316 habitatges, 275 eren l'habitatge principal de la família, 21 eren segones residències i 21 estaven desocupats. 311 eren cases i 4 eren apartaments. Dels 275 habitatges principals, 240 estaven ocupats pels seus propietaris, 29 estaven llogats i ocupats pels llogaters i 7 estaven cedits a títol gratuït; 2 tenien una cambra, 3 en tenien dues, 20 en tenien tres, 65 en tenien quatre i 185 en tenien cinc o més. 218 habitatges disposaven pel capbaix d'una plaça de pàrquing. A 105 habitatges hi havia un automòbil i a 141 n'hi havia dos o més.

### Piràmide de població
La piràmide de població per edats i sexe el 2009 era:
| Homes | Edats   | Dones |
| ----- | ------- | ----- |
| 0     | 95 o +  | 0     |
| 0     | 90 a 94 | 4     |
| 0     | 85 a 89 | 4     |
| 0     | 80 a 84 | 0     |
| 4     | 75 a 79 | 4     |
| 24    | 70 a 74 | 20    |
| 8     | 65 a 69 | 48    |
| 24    | 60 a 64 | 16    |
| 24    | 55 a 59 | 16    |
| 8     | 50 a 54 | 32    |
| 28    | 45 a 49 | 16    |
| 28    | 40 a 44 | 20    |
| 28    | 35 a 39 | 36    |
| 36    | 30 a 34 | 40    |
| 8     | 25 a 29 | 16    |
| 4     | 20 a 24 | 12    |
| 28    | 15 a 19 | 32    |
| 12    | 10 a 14 | 28    |
| 36    | 5 a 9   | 36    |
| 8     | 0 a 4   | 36    |

## Economia
El 2007 la població en edat de treballar era de 463 persones, 324 eren actives i 139 eren inactives. De les 324 persones actives 296 estaven ocupades (153 homes i 143 dones) i 28 estaven aturades (18 homes i 10 dones). De les 139 persones inactives 66 estaven jubilades, 42 estaven estudiant i 31 estaven classificades com a «altres inactius».

### Ingressos
El 2009 a Frencq hi havia 281 unitats fiscals que integraven 771 persones, la mediana anual d'ingressos fiscals per persona era de 16.636 €.

### Activitats econòmiques
Dels 28 establiments que hi havia el 2007, 2 eren d'empreses extractives, 1 d'una empresa alimentària, 3 d'empreses de construcció, 7 d'empreses de comerç i reparació d'automòbils, 1 d'una empresa de transport, 2 d'empreses d'hostatgeria i restauració, 2 d'empreses immobiliàries, 5 d'empreses de serveis, 2 d'entitats de l'administració pública i 3 d'empreses classificades com a «altres activitats de serveis».
Dels 9 establiments de servei als particulars que hi havia el 2009, 1 era una oficina de correu, 1 paleta, 1 guixaire pintor, 1 lampisteria, 3 perruqueries, 1 veterinari i 1 restaurant.
Dels 2 establiments comercials que hi havia el 2009, 1 era una botiga de menys de 120 m² i 1 una botiga de congelats.
L'any 2000 a Frencq hi havia 17 explotacions agrícoles.

## Equipaments sanitaris i escolars
L'únic equipament sanitari que hi havia el 2009 era una farmàcia.
El 2009 hi havia 2 escoles elementals integrades dins de grups escolars amb les comunes properes formant escoles disperses.

## Poblacions més properes
El següent diagrama mostra les poblacions més properes.